# Aloe pustuligemma
Aloe pustuligemma là một loài thực vật có hoa trong họ Măng tây. Loài này được L.E.Newton mô tả khoa học đầu tiên năm 1994.